# Kapinovi dvori (ruralna cjelina)
Ruralna cjelina Sklop kuća 'Kapinovi dvori' , ruralna cjelina u sklopu mjesta Lokve Rogoznice, na prostoru Grada Omiša.

## Povijest
Ruralna cjelina Sklop kuća "Kapinovi dvori" izgrađen je na strmom obronku Mosora u raštrkanom selu Lokva Rogoznica. Tvore ga tri dvokatnice sa solarima koje su izgrađene u 18., 19. i 20. stoljeću u nizu. Uz njih su dozidane dvije gospodarske kućice, a pred njima je kamenom popločano dvorište koje gleda na more i u kojem su dvije gustirne. U interijeru središnje kuće na zidovima prvog i drugog kata su po četiri manje freske – rani radovi Joke Kneževića. Kapinovi dvori su napušteni i danas u ruševnom stanju.

## Zaštita
Pod oznakom Z-5092 zavedena je kao nepokretno kulturno dobro - pojedinačno, pravna statusa zaštićena kulturnog dobra, klasificirano kao "kulturno-povijesna cjelina".